# Erythrina euodiphylla
Erythrina euodiphylla  (лат.) — вид цветковых растений рода Эритрина (Erythrina) семейства Бобовые (Fabaceae). Эндемик Индонезии.
Встречается в восточной части острова Ява, один образец был найден на острове Тимор в 1968 году. Вид был также обнаружен в национальном парке Baluran.
Вид находится в опасности из-за разрушительной деятельности человека и конкуренции с интродуцированным видом — деревом акация нильская (Acacia nilotica).